# Ignacio del Río
Ignacio del Río (Burgos, 1936 — Ibídem, 31 de julio de 2015) fue un pintor, dibujante e ilustrador español.

## Biografía
Ignacio del Río nació en 1936, en Burgos, en el seno de una familia humilde.
En 1950, al terminar sus estudios primarios, comenzó a trabajar como telefonista y más tarde como aprendiz de delineante en la Fundición de Giménez Cuende. Mientras trabajaba, por las noches acudía a dos academias de dibujo que por entonces existían en la ciudad, la del Espolón y la de Sindicatos. Ya con 14 años comienza su carrera artística.
En 1953 ganó el I Premio de Dibujo de la Academia Provincial de Bellas Artes y realizó su primera exposición en el Teatro Principal de Burgos. 
Becado por la Diputación Provincial Burgalesa se trasladó a París. Allí conoció a Rafael Alberti, a María Teresa León y a la viuda de Miguel Ángel Asturias. Hizo amistad con Pablo Picasso,[cita requerida] con quien trabajó en la Exposición Colectiva de Pintores Españoles en París en homenaje a Antonio Machado.
De París viajó a Burgos para colgar su segunda exposición en el Teatro Principal, donde quedaron asombrados por su obra y de nuevo en 1955 con otra exposición, cuadros Abstractos. En aquellos años España estaba viviendo una época difícil de postguerra y el sentía la necesidad de viajar, de conocer mundo, por lo que decidió irse a vivir a América.
En 1957 llegó a Ciudad Trujillo, la actual Santo Domingo, donde para sobrevivir trabajó en la ruleta y fue boxeador, hasta que empezó a trabajar con Vela Zanetti en un mural colosal con motivo de las Jornadas de Confraternización del Mundo Libre.
Expuso en la Galería La Casa de Ayer y de Hoy con gran éxito y volvió a España, añoraba Burgos. A los pocos meses de regresar de América colgó su cuarta exposición en El Teatro Principal, huyendo del abstracto. Su trabajo era muy reconocido allí, pero el sentía la necesidad de ampliar horizontes.
Por aquellos años volvió a viajar y expuso en Mallorca, Barcelona, París y Madrid entre otros. Quería volver a París y establecerse allí, pero se vio obligado a quedarse en España debido a que tenía que cumplir el servicio militar. Se alistó voluntario para poder elegir destino, Palma de Mallorca. Durante unos meses residió en La Haya, Holanda. Y visitó Ámsterdam, Róterdam y Utrecht. Volvió a Mallorca, se casó con Yoli y, tras nacer su primer hijo, se trasladaron a París.
En 1959 expuso en la Galérie Les Deux Ponts (Lyon), y en Le Foyer des étudients (Poitiers). Más tarde se mudó a Madrid con su mujer y sus hijos y un año después regresaron a Burgos. Tras una temporada decidieron irse a vivir a Torremolinos en 1965.
En 1965 conoció a Sussanne Crews. Juntos visitaron Madrid, Burgos, París, Turquía, Estambul e Italia. Durante unos meses vivieron en Atenas hasta que se trasladaron a Sitia, una pequeña ciudad en la isla de Creta donde vivió durante un año entero. Durante ese tiempo expuso en la Galería Teodocopulus (Atenas) y en la Galería Cristos (Heraklion).
En 1965 ganó el I Premio de Pintura de la Diputación Provincial de Burgos.
En 1966 regresó a España y expuso en Tosa de Mar (Gerona). Ganó el Concurso Internacional de Pintura. El Ayuntamiento de esa localidad le compró varios cuadros y le ofreció la posibilidad de dirigir la Escuela Municipal de Dibujo y Pintura que estaba a punto de crear. Desechó la propuesta porque tenía otras inquietudes para seguir creciendo como pintor y se fue a Norteamérica con Sussanne Crews.
Durante 1967 vivió en California y al finalizar ese mismo año se trasladó a Montreal. Expuso en la Galería Russell (San Francisco), The Balboa Bay Club (Newport Beach), La Cienaga Gallery (Los Ángeles), en la Sala Art Nouveau, (Montreal) y en Toronto.
En 1968 expuso en la Sala Amando Reverón (Venezuela). Ese mismo año regresó a Burgos, pues la añoranza de su país se hacía cada vez más fuerte. 
Volvió a España y decidió que la pintura ocuparía su lugar en aquel mundo que estaba creando, pero en la misma medida eran vitales la familia, los amigos, el pueblo, el campo. Así fue como el caballete dejó de ser un objetivo y se convirtió en un medio para intentar hacer cada día de la vida una pequeña obra de arte. Construyó una sala de exposiciones permanente en Ubierna y en 1970 creó el Festival de Verano de Ubierna de Poesía, Música, Pintura y Teatro.
Afincado en su país natal pero viajero empedernido, en 1977 expuso en La Galería de Arte Versalles de Sevilla y en la Galería Porticada de Santander; en 1978 en la Galería Studio 75 en Vizcaya; y en 1979 en el Hotel Safir en Casablanca, Burgos, Burdeos y Barcelona. En 1981 expuso en el Café Barceló, Madrid.
En 1982 residió en Turquía.
En 1985 expuso en la Casa de Cultura de Ronda, Málaga. Un año después en L'Association Les Amis du FRAC Aquitaine (Burdeos) y en la Exposition des artistes de Burgos, Pessac (Francia). En 1988 en Sala d'art Princesa Setze, Barcelona. Y en 1990 en la Galería de arte Ausaga, León.
En 1991 fue seleccionado en el VI Premio Nacional BMW de Pintura.  Viajó y desarrolló exposiciones en Lucerna (Suiza), en Carrefour Culturel Arnaud Bernard (Toulouse), en la Galería de Arte Orfila (Madrid), en la Casa de la Cultura Fluí (Lucerna. Suiza), en la Galería Rembrandt (Bilbao), en la Galería Studium (Valladolid), en la Sala Pallares (León) y en la Galería Expo (San Sebastián). En 1992 fue seleccionado en el VII Premio Nacional BMW de Pintura y expuso en el Palacio Gaviria y en la Real Academia de Bellas Artes de San Fernando (Madrid) y en el Consulado del Mar (Burgos). En 1993 Expuso en la Real Academia de Bellas Artes de San Fernando (Madrid) y en La Galería de Arte Figuras (Colombia). Fue invitado al X Salón de las Artes de Blanquefort (Francia). En 1996 fue finalista en el I Premio Caneja de Pintura, expuso su obra en el Ateneo y Sala Santa Catalina (Madrid). Viajó a Egipto y a Colombia. En 1999 expuso en el Círculo de Bellas Artes de Valencia.
En el año 2005 expuso en el Centre Culturel Theatre des Mazades, Toulouse. En 2007 participó en la muestra Constelación Arte organizada por la Junta de Castilla y León. En 2013 expuso en el Espacio Yuriko Yamamoto, Madrid, y también en 2014 en el Arco de Santa María.
Falleció el 31 de julio de 2015 en su ciudad natal, Burgos, a los 79 años de edad.
La primera exposición monográfica que se realizó tras su muerte tuvo lugar en el Arco de Santa María de Burgos y en vísperas de la Navidad, lugar y tiempo en el que solía exponer en vida.
Su hijo, Ignacio del Río Jr. es también artista y ha expuesto sus fotografías en Burgos.

## Exposiciones
- 1953 Teatro Principal, Burgos.
- 1954 Exposición Colectiva de Pintores Españoles, París.
- 1954 Teatro Principal, Burgos.
- 1955 Teatro Principal, Burgos.
- 1957 Galería La Casa de Ayer y de Hoy, Santo Domingo.
- 1958 Teatro Principal, Burgos.
- 1958 Mallorca, Barcelona, París y Madrid entre otros.
- 1959 Galérie Les Deux Ponts, Lyon.
- 1959 Le Foyer des étudients, Poitiers.
- 1960-1963 Teatro Principal, La Haya y Madrid.
- 1964 Galería Teodocopulus, Atenas.
- 1964 Galería Cristos, Heraklion.
- 1966 Tosa de Mar, Gerona.
- 1967 Galería Russell, San Francisco.
- 1967 The Balboa Bay Club, Newport Beach.
- 1967 La Cienaga Gallery, Los Ángeles.
- 1967 Sala Art Nouveau, Montreal.
- 1968 Sala Amando Reverón, Venezuela.
- 1970-1990 Sevilla, Santander, Casablanca, Burdeos, Barcelona y Burgos.
- 1981 Café Barceló, Madrid.
- 1985 Casa de Cultura de Ronda, Málaga.
- 1986 L'Association Les Amis du FRAC Aquitaine, Burdeos.
- 1986 Exposition des artistes de Burgos, Pessac (Francia)
- 1988 Sala d'art Princesa Setze, Barcelona.
- 1990 Galería de arte Ausaga, León.
- 1991 Galería de Arte Orfila, Madrid.
- 1991 Casa de la Cultura Fluí, Lucerna.
- 1991 Holanda.
- 1991 Carrefour Culturel Arnaud Bernard, Toulouse.
- 1991 Sala Pallares, León.
- 1991 Galería Expo, San Sebastián.
- 1991 Galería Rembrandt, Bilbao.
- 1991 Galería Studium, Valladolid.
- 1992 Palacio Gaviria, Madrid.
- 1992 Real Academia de Bellas Artes de San Fernando, Madrid.
- 1992 Ateneo y Sala Santa Catalina, Madrid.
- 1992 Consulado del Mar, Burgos.
- 1993 X Salón de las Artes de Blanquefort, Francia.
- 1993 Galería de Arte Figuras, Cali (Colombia).
- 1993 Real Academia de Bellas Artes de San Fernando, Madrid.
- 1994 Galería de Carbonnier, Francia.
- 1996 Ateneo, Madrid.
- 1999 Círculo de Bellas Artes de Valencia.
- 2005 Centre Culturel Theatre Des Mazades, Toulouse.
- 2007 Constelación Arte, Castilla y León.
- 2013 Espacio Yuriko Yamamoto, Madrid.[5]
- 1990-2013 Arco de Santa María, Burgos.[8][9]